# Temporada 2003-2004 de la UE Figueres
La temporada 2003-2004 de la UE Figueres va arrencar amb una pretemporada atípica, condicionada pel nou format de la Copa Catalunya, fet que va dificultar a la Unió trobar rivals de la seva categoria per disputar partits amistosos. A la lliga de Segona Divisió B les coses van començar malament ben aviat, i després d'una primera volta per oblidar, amb només 4 victòries i una mala ratxa d'11 partits sense aconseguir els 3 punts, l'11 de gener del 2004 el club destituí l'entrenador Manolo Jiménez, que fou substituït la setmana següent pel tècnic andalús Francisco López Alfaro. Després d'uns quants triomfs, sobretot a Vilatenim, l'equip ja estava salvat a la jornada 34. Finalment, el Figueres acabà en tretzena posició, només 4 punts per sobre de la zona de descens a Tercera Divisió, amb 11 victòries, 12 empats i 14 derrotes, amb tan sols 29 gols a favor i 40 en contra.

## Fets destacats
2003
- 26 de juliol: primer partit amistós de la pretemporada, a Vilafant, contra la UE La Jonquera, amb victòria per 1-7.[7]
- 10 d'agost: el Figueres cau eliminat de la Copa Catalunya en 6a ronda, al camp del CF Badalona, per 2-0.[1]
- 31 d'agost: primera jornada de lliga, al camp de l'Hèrcules d'Alacant, amb empat per 0 gols.[8]

2004
- 11 de gener: el club destitueix l'entrenador Manolo Jiménez a la jornada 20, després d'una mala ratxa de 11 partits sense guanyar.[2][3]
- 21 de gener: el club fitxa l'entrenador Francisco López per al que resta de temporada.[4][5]
- 11 de febrer: amistós a Vilatenim contra el FC Barcelona amb empat 1-1, dins dels actes de la celebració del centenari del naixement de Salvador Dalí.[9]
- 16 de maig: últim partit de lliga al camp del CE Castelló, amb derrota per 2-0.[10]

## Plantilla
| Núm. | Pos. |                 | Jugador                                 | Procedència         | Temporada |
| ---- | ---- | --------------- | --------------------------------------- | ------------------- | --------- |
|      | POR  | País Basc       | Mikel Aurrekoetxea Gómez (Aurreko)      | Real Oviedo B       | 2002-2003 |
|      | POR  | Catalunya       | Sergio Morán Martínez (Morán)           | CE L'Hospitalet     | 2003-2004 |
|      | DEF  | Catalunya       | Jordi Freixa Hernández (Freixa)         | UE Olot             | 1998-1999 |
|      | DEF  | Uruguai         | Daniel Fernández Veiras (Dani)          | Cartagena FC        | 1999-2000 |
|      | DEF  | Catalunya       | Fernando Núñez Lázaro (Fernando)        | RCD Espanyol        | 2000-2001 |
|      | DEF  | Catalunya       | Albert Serra Figueras (Serra)           | CD Banyoles         | 2000-2001 |
|      | DEF  | Illes Canàries  | Jesús Salvador Ruano Cabrera (Ruano)    | Cartagena FC        | 2000-2001 |
|      | DEF  | Illes Balears   | Miguel Ángel Salas Bestard (Salas)      | Terrassa FC         | 2001-2002 |
|      | DEF  | País Valencià   | Gonzalo Bonastre Fuster (Gonzalo)       | Hèrcules CF         | 2002-2003 |
|      | DEF  | Catalunya       | Damià Abella Pérez (Damià)              | València CF B       | 2003-2004 |
|      | MIG  | Catalunya       | Enrique Beltrán Rodríguez (Quique)      | CF Ciudad de Murcia | 2002-2003 |
|      | MIG  | Aragó           | Carlos David Charles Abadía (Charles)   | CD Logroñés         | 2002-2003 |
|      | MIG  | Regió de Múrcia | Miguel Ángel Brau Puente (Brau)         | Cartagena FC        | 2002-2003 |
|      | MIG  | País Basc       | Pedro Ignacio Pascual Madrid (Pascual)  | Zamora CF           | 2003-2004 |
|      | MIG  | País Valencià   | Francisco Javier Montava Rico (Montava) | CE Sabadell FC      | 2003-2004 |
|      | MIG  | Catalunya       | Ignacio del Moral Juez (Nacho)          | CE Manresa          | 2003-2004 |
|      | MIG  | Catalunya       | Carmelo Alejo Lacarta (Carmelo)         | Palamós CF          | 2003-2004 |
|      | DAV  | Catalunya       | Eloi Fontanella Bonjoch (Eloi)          | Vilobí CF           | 2001-2002 |
|      | DAV  | Catalunya       | Òscar Serrano Rodríguez (Serrano)       | AD Guíxols          | 2002-2003 |
|      | DAV  | Catalunya       | David Costa Estanyol (Costa)            | FE Figueres         | 2002-2003 |
|      | DAV  | Regió de Múrcia | Rubén Blaya Cayuela (Blaya)             | Cultural Leonesa    | 2002-2003 |
|      | DAV  | País Basc       | Gorka Pintado del Molino (Pintado)      | CD Leganés          | 2003-2004 |
|      | DAV  | Catalunya       | Juan José Silvestre Cantó (Jito)        | Cartagena FC        | 2003-2004 |
|      | DAV  | Catalunya       | Daniel Planagumà Darné (Planagumà)      | CF Peralada         | 2003-2004 |

Llegenda:  ·   Capità  ·   Juvenil  ·   Lesionat  ·   Altes  ·   Passaport europeu  ·   Extracomunitari  ·   Extracomunitari sense restricció
Altres jugadors utilitzats a la temporada: Rafa Márquez (CF Badalona), Marquitos Cabezos (FE Figueres)
| Baixes                        | Destinació   |
| José Carmelo Trujillo Socorro | AD Mar Menor |
| Álex Villanueva Vila          | AD Mar Menor |
| Julio Algar Pérez-Castilla    | Mazarrón CF  |
| Miguel Ángel Núñez García     | RSD Alcalá   |
| Àngel Cortada Borràs          | CF Gavà      |
| Alberto Javier García Pérez   | Oriola CF    |
| Sergio González Gómez         | CF Gandia    |
| Raúl Rodríguez García         | CP Mérida    |
| Esteve Moner Écija            |              |

## Resultats
| Amistosos |

| 26 juliol 2003 | UE La Jonquera | 1 – 7   | UE Figueres                                                                       | Vilafant                                       |  |
|                | Pedrós 6'      | El Punt | 22' 44' (p.) Blaya · 32' Ruano · 79' Costa · 83' Nacho · 84' Planagumà · 86' Raúl | Camp de futbol municipal · Victoriano Torres · |  |

| 5 agost 2003                                            | CE Banyoles                                             | 0 – 0 (pp.)     | UE Figueres                                          | Banyoles                                                                |                                                      |
| XXXV Torneig de l'Estany - Semifinal                    |                                                         | El Punt Diari   |                                                      | Nou Municipal de Banyoles · 500 espectadors · Jordi Salvador Martínez · |                                                      |
|                                                         |                                                         | Tanda de penals |                                                      |                                                                         |                                                      |
| Jaume · Toni · Tomàs · Massanellas · Pibernat · Evarist | Jaume · Toni · Tomàs · Massanellas · Pibernat · Evarist | 4 – 5           | Pascual · Fernando · Serrano · Serra · Quique · Eloi | Pascual · Fernando · Serrano · Serra · Quique · Eloi                    | Pascual · Fernando · Serrano · Serra · Quique · Eloi |

| 7 agost 2003                     | RCD Espanyol B | 2 – 4         | UE Figueres                                      | Banyoles                                                            |  |
| XXXV Torneig de l'Estany - Final | Postigo 2' 28' | El Punt Diari | 10' Quique · 87' Pascual · 87' Blaya · 87' Ruano | Nou Municipal de Banyoles · 600 espectadors · Josep Sierra Cónsul · |  |

| 24 agost 2003 | UE Cabanes | 0 – 5        | UE Figueres                                                    | Cabanes                                         |  |
|               |            | El Punt Avui | 40' Pascual · 42' Costa · 45' Raúl · 50' Planagumà · 75' Blaya | Municipal de Cabanes · Francisco Vera Becerra · |  |

| 27 agost 2003                                                                 | Girona FC    | 1 – 0        | UE Figueres | Cassà de la Selva                                  |  |
| [Partit de 45 minuts] I Torneig Vila de Cassà - Memorial Josep Carreras Soler | Vinuesca 33' | El Punt Avui |             | Camp de futbol municipal · Germán Rodríguez Roig · |  |

| 27 agost 2003                                                                 | UD Cassà | 0 – 0           | UE Figueres | Cassà de la Selva                               |  |
| [Partit de 45 minuts] I Torneig Vila de Cassà - Memorial Josep Carreras Soler |          | Diari de Girona |             | Camp de futbol municipal · David Garcia Rosel · |  |

| 11 febrer 2004 | UE Figueres | 1 – 1      | FC Barcelona | Figueres                                                             |  |
| 21:30          | Serra 12'   | Diari Avui | 60' Oleguer  | Municipal de Vilatenim · 7.000 espectadors · Martín Fuentes Martín · |  |

| Copa Catalunya |

| 31 juliol 2003 | CF Peralada | 0 – 3   | UE Figueres                         | Peralada                                                                 |  |
| 5a ronda       |             | El Punt | 58' Serrano · 59' Freixa · 68' Eloi | Municipal de Peralada · 400 espectadors · Francisco Cardoso Montesinos · |  |

| 10 agost 2003 | CF Badalona          | 2 – 0   | UE Figueres | Badalona                                                   |  |
| 6a ronda      | Angel 39' · Jota 43' | El Punt |             | Camp del Centenari · 700 espectadors · Raúl García Pérez · |  |

| Segona Divisió B-Grup 3 |

| 31 agost 2003 | Hèrcules CF | 0 – 0           | UE Figueres | Alacant                                                 |  |
| Jornada 1     |             | Mundo Deportivo |             | Estadi José Rico Pérez · José Manuel Serrano Corbalán · |  |

| 3 setembre 2003 | UE Figueres    | 1 – 0           | Cartagena FC | Figueres                                             |  |
| Jornada 2       | Blaya 37' (p.) | Mundo Deportivo |              | Municipal de Vilatenim · José Luis Renales Galindo · |  |

| 7 setembre 2003 | FC Barcelona B                   | 3 – 0           | UE Figueres | Barcelona                                |  |
| Jornada 3       | Sergio García 53' 54' · Alfi 90' | Mundo Deportivo |             | Miniestadi · Andrés Emilio Pardo Calvo · |  |

| 14 setembre 2003 | UE Figueres     | 1 – 3           | RCD Espanyol B                          | Figueres                                        |  |
| Jornada 4        | Pascual 6' (p.) | Mundo Deportivo | 27' Soriano · 82' Simón · 90' (p.) Coro | Municipal de Vilatenim · David Giménez García · |  |

| 21 setembre 2003 | CE Mataró | 1 – 1           | UE Figueres | Mataró                                                     |  |
| Jornada 5        | Jordi 89' | Mundo Deportivo | 83' Eloi    | Camp Municipal Carles Padrós · Roberto de Pintos Francés · |  |

| 28 setembre 2003 | UE Figueres | 0 – 0           | Nàstic de Tarragona | Figueres                                                    |  |
| Jornada 6        |             | Mundo Deportivo |                     | Municipal de Vilatenim · Alfonso Javier Álvarez Izquierdo · |  |

| 5 octubre 2003 | Yeclano Deportivo | 0 – 2           | UE Figueres             | Iecla                                                       |  |
| Jornada 7      |                   | Mundo Deportivo | 64' Ruano · 80' Pascual | Estadi La Constitución · Francisco Javier Barberá Fuentes · |  |

| 12 octubre 2003 | UE Figueres                      | 2 – 1           | Girona FC | Figueres                                          |  |
| Jornada 8       | Pascual 69' (p.) · Planagumà 81' | Mundo Deportivo | 90' Diego | Municipal de Vilatenim · Ramón Torralba Jiménez · |  |

| 19 octubre 2003 | Novelda CF | 0 – 1           | UE Figueres | Novelda                                        |  |
| Jornada 9       |            | Mundo Deportivo | 94' Serra   | Estadi La Magdalena · Jesús Benjumea Álvarez · |  |

| 26 octubre 2003 | UE Figueres | 0 – 5           | Alacant CF                                             | Figueres                                          |  |
| Jornada 10      |             | Mundo Deportivo | 38' 77' Asensio · 46' Luque · 50' Velasco · 55' Chechu | Municipal de Vilatenim · Abilio García Carreras · |  |

| 2 novembre 2003 | Villajoyosa CF | 1 – 0           | UE Figueres | La Vila Joiosa                               |  |
| Jornada 11      | Mesa 21'       | Mundo Deportivo |             | Estadi Nou Pla · Santiago José Gómez Gómez · |  |

| 9 novembre 2003 | UE Figueres | 1 – 1           | UE Lleida  | Figueres                                            |  |
| Jornada 12      | Pascual 70' | Mundo Deportivo | 48' Lezaun | Municipal de Vilatenim · Carlos Gallardo Martínez · |  |

| 16 novembre 2003 | CE Sabadell FC | 0 – 0           | UE Figueres | Sabadell                                      |  |
| Jornada 13       |                | Mundo Deportivo |             | Nova Creu Alta · Armando Raúl Afonso Suárez · |  |

| 23 novembre 2003 | UE Figueres     | 1 – 1           | UDA Gramenet  | Figueres                                                 |  |
| Jornada 14       | Freixa 22' (p.) | Mundo Deportivo | 44' Francisco | Municipal de Vilatenim · Felipe Santiago Crespo García · |  |

| 30 novembre 2003 | RCD Mallorca B | 1 – 1           | UE Figueres | Palma                                             |  |
| Jornada 15       | Ramis 16'      | Mundo Deportivo | 45' Costa   | Estadi Lluís Sitjar · Marcelino Tárraga Sánchez · |  |

| 7 desembre 2003 | UE Figueres    | 1 – 2           | Lorca Deportiva CF      | Figueres                                        |  |
| Jornada 16      | Blaya 50' (p.) | Mundo Deportivo | 69' Gartzen · 88' Emery | Municipal de Vilatenim · Santiago Jaime Latre · |  |

| 14 desembre 2003 | Palamós CF | 1 – 0           | UE Figueres | Palamós                                         |  |
| Jornada 17       | Guerra 44' | Mundo Deportivo |             | Nou Estadi de Palamós · Miguel Corredor Pérez · |  |

| 21 desembre 2003 | València CF B | 0 – 0           | UE Figueres | Paterna                                              |  |
| Jornada 18       |               | Mundo Deportivo |             | Ciutat Esportiva de Paterna · Javier Lozano Segado · |  |

| 4 gener 2004 | UE Figueres | 0 – 1           | CE Castelló | Figueres                                       |  |
| Jornada 19   |             | Mundo Deportivo | 66' Juanjo  | Municipal de Vilatenim · Manuel Armero Conde · |  |

| 9 gener 2004 | UE Figueres | 0 – 0           | Hèrcules CF | Figueres                                        |  |
| Jornada 20   |             | Mundo Deportivo |             | Municipal de Vilatenim · Óscar Herrero Arenas · |  |

| 18 gener 2004 | FC Cartagena | 0 – 0           | UE Figueres | Cartagena                                              |  |
| Jornada 21    |              | Mundo Deportivo |             | Estadi Cartagonova · Antonio Carlos Ariza Villanueva · |  |

| 25 gener 2004 | UE Figueres | 0 – 0           | FC Barcelona B | Figueres                                                    |  |
| Jornada 22    |             | Mundo Deportivo |                | Municipal de Vilatenim · Francisco Javier de Diego Pagola · |  |

| 1 febrer 2004 | RCD Espanyol B | 1 – 2           | UE Figueres              | Sant Adrià de Besòs                                          |  |
| Jornada 23    | Luismi 27'     | Mundo Deportivo | 51' Dani · 66' (p.) Jito | Ciutat Esportiva Sant Adrià · Alfredo Manuel Sánchez Ramos · |  |

| 7 febrer 2004 | UE Figueres            | 2 – 1           | CE Mataró | Figueres                                             |  |
| Jornada 24    | Damià 4' · Pascual 16' | Mundo Deportivo | 90' Jordi | Municipal de Vilatenim · Juan Manuel Bernal Moreno · |  |

| 15 febrer 2004 | Nàstic de Tarragona        | 2 – 1           | UE Figueres | Tarragona                                                    |  |
| Jornada 25     | Fernando 11' · Pinilla 71' | Mundo Deportivo | 49' Jito    | Nou Estadi de Tarragona · Alfonso Javier Álvarez Izquierdo · |  |

| 22 febrer 2004 | UE Figueres              | 3 – 0           | Yeclano Deportivo | Figueres                                        |  |
| Jornada 26     | Damià 39' 52' · Jito 69' | Mundo Deportivo |                   | Municipal de Vilatenim · Sergio del Río Ayete · |  |

| 29 febrer 2004 | Girona FC                  | 3 – 0           | UE Figueres | Girona                                                  |  |
| Jornada 27     | Chechu 58' · Gomar 76' 87' | Mundo Deportivo |             | Estadi Municipal de Montilivi · Ricardo Segura García · |  |

| 7 març 2004 | UE Figueres | 1 – 0           | Novelda CF | Figueres                                          |  |
| Jornada 28  | Jito 73'    | Mundo Deportivo |            | Municipal de Vilatenim · Abilio García Carreras · |  |

| 14 març 2004 | Alacant CF   | 1 – 2           | UE Figueres  | Alacant                                               |  |
| Jornada 29   | Mantecón 84' | Mundo Deportivo | 80' 86' Eloi | Estadi José Rico Pérez · José Luis García Domínguez · |  |

| 21 març 2004 | UE Figueres | 0 – 0           | Villajoyosa CF | Figueres                                       |  |
| Jornada 30   |             | Mundo Deportivo |                | Municipal de Vilatenim · Eusebio Sáez García · |  |

| 28 març 2004 | UE Lleida      | 1 – 0           | UE Figueres | Lleida                                  |  |
| Jornada 31   | Nakor 22' (p.) | Mundo Deportivo |             | Camp d'Esports · Rafael Gálvez Obrero · |  |

| 4 abril 2004 | UE Figueres              | 2 – 1           | CE Sabadell FC | Figueres                                            |  |
| Jornada 32   | Planagumà 28' · Eloi 77' | Mundo Deportivo | 10' Tarrés     | Municipal de Vilatenim · Ignacio Hermosilla Alaña · |  |

| 10 abril 2004 | UDA Gramenet  | 1 – 0           | UE Figueres | Santa Coloma de Gramenet                                             |  |
| Jornada 33    | Caballero 83' | Mundo Deportivo |             | Nou Camp Municipal de Santa Coloma · Felipe Santiago Crespo García · |  |

| 18 abril 2004 | UE Figueres  | 2 – 0           | RCD Mallorca B | Figueres                                        |  |
| Jornada 34    | Eloi 56' 81' | Mundo Deportivo |                | Municipal de Vilatenim · Aitor Mensuro Miguel · |  |

| 25 abril 2004 | Lorca Deportiva CF                               | 4 – 0           | UE Figueres | Llorca                                                        |  |
| Jornada 35    | Alexandre 14' · Jorge 21' · Isaac 40' · Kike 82' | Mundo Deportivo |             | Estadi Francisco Artés Carrasco · Andrés Emilio Pardo Calvo · |  |

| 2 maig 2004 | UE Figueres | 1 – 0           | Palamós CF | Figueres                                         |  |
| Jornada 36  | Jito 25'    | Mundo Deportivo |            | Municipal de Vilatenim · Miguel Corredor Pérez · |  |

| 8 maig 2004 | UE Figueres   | 1 – 2           | València CF B  | Figueres                                         |  |
| Jornada 37  | Planagumà 51' | Mundo Deportivo | 45' 54' Carlos | Municipal de Vilatenim · Óscar Gauna Rodríguez · |  |

| 16 maig 2004 | CE Castelló                    | 2 – 0           | UE Figueres | Castelló de la Plana                             |  |
| Jornada 38   | Juvenal 34' (p.) · Serrano 52' | Mundo Deportivo |             | Nou Castàlia · Antonio Carlos Ariza Villanueva · |  |

## Classificació
| Pos. | Equip               | J  | G  | E  | P  | GF | GC | DG  | pts. |
| --- | ------------------- | -- | -- | -- | -- | -- | -- | --- | ---- |
| 1r | UE Lleida           | 38 | 20 | 8  | 10 | 47 | 36 | +11 | 68   |
| 2n | Lorca Deportiva CF  | 38 | 18 | 13 | 7  | 54 | 32 | +22 | 67   |
| 3r | Nàstic de Tarragona | 38 | 19 | 10 | 9  | 59 | 32 | +27 | 67   |
| 4t | CE Castelló         | 38 | 20 | 7  | 11 | 49 | 32 | +17 | 67   |
| 5è | UDA Gramenet        | 38 | 20 | 5  | 13 | 49 | 39 | +9  | 65   |
| 6è | Alacant CF          | 38 | 19 | 8  | 11 | 53 | 29 | +24 | 65   |
| 7è | Girona FC           | 38 | 17 | 10 | 11 | 58 | 41 | +17 | 61   |
| 8è | FC Barcelona B      | 38 | 16 | 10 | 12 | 39 | 27 | +12 | 58   |
| 9è | Hèrcules CF         | 38 | 13 | 16 | 9  | 51 | 40 | +11 | 55   |
| 10è | Novelda CF          | 38 | 15 | 10 | 13 | 41 | 40 | +1  | 55   |
| 11è | RCD Espanyol B      | 38 | 14 | 9  | 15 | 59 | 60 | -1  | 51   |
| 12è | Villajoyosa CF      | 38 | 14 | 9  | 15 | 33 | 40 | -7  | 51   |
| 13è | UE Figueres         | 38 | 12 | 12 | 14 | 29 | 40 | -11 | 48   |
| 14è | RCD Mallorca B      | 38 | 13 | 8  | 17 | 41 | 51 | -10 | 47   |
| 15è | Cartagena FC        | 38 | 11 | 13 | 14 | 32 | 43 | -11 | 46   |
| 16è | CE Sabadell FC      | 38 | 13 | 7  | 18 | 36 | 45 | -9  | 46   |
| 17è | València CF B       | 38 | 12 | 8  | 18 | 43 | 56 | -13 | 44   |
| 18è | CE Mataró           | 38 | 8  | 9  | 21 | 39 | 52 | -13 | 33   |
| 19è | Yeclano Deportivo   | 38 | 7  | 9  | 22 | 22 | 50 | -28 | 30   |
| 20è | Palamós CF          | 38 | 5  | 7  | 26 | 22 | 70 | -48 | 22   |
| En groc, els equips que disputaren la lligueta de promoció a Segona Divisió A, i en vermell, els que descendiren a Tercera Divisió. |                     |    |    |    |    |    |    |     |      |

## Estadístiques individuals
| Jugador                           | P. | T. | S. | M.   | G. | TG | TV |
| --------------------------------- | -- | -- | -- | ---- | -- | -- | -- |
| Mikel Aurrekoetxea Gómez          | 20 | 20 | 0  | 1800 | 0  | 2  | 0  |
| Sergio Morán Martínez             | 18 | 18 | 0  | 1620 | 0  | 1  | 0  |
| Jordi Freixa Hernández            | 37 | 36 | 1  | 3237 | 1  | 5  | 0  |
| Jesús Salvador Suso Ruano Cabrera | 23 | 21 | 2  | 1976 | 1  | 10 | 0  |
| Albert Serra Figueras             | 32 | 28 | 4  | 2574 | 1  | 7  | 1  |
| Daniel Fernández Veiras           | 29 | 28 | 1  | 2441 | 1  | 7  | 0  |
| Miguel Ángel Salas Bestard        | 21 | 19 | 2  | 1542 | 0  | 8  | 2  |
| Damià Abella Pérez                | 19 | 19 | 0  | 1576 | 3  | 4  | 1  |
| Fernando Núñez Lázaro             | 21 | 11 | 10 | 1121 | 0  | 5  | 0  |
| Gonzalo Bonastre Fuster           | 14 | 14 | 0  | 1140 | 0  | 5  | 0  |
| Quique Beltrán Rodríguez          | 28 | 25 | 3  | 2178 | 0  | 10 | 0  |
| Carlos David Charles Abadía       | 34 | 29 | 5  | 2659 | 0  | 11 | 0  |
| Pedro Ignacio Pascual Madrid      | 31 | 21 | 10 | 2000 | 5  | 6  | 0  |
| Nacho del Moral Juez              | 19 | 15 | 4  | 1293 | 0  | 2  | 0  |
| Carmelo Alejo Lacarta             | 22 | 13 | 9  | 1140 | 0  | 10 | 2  |
| Francisco Javier Montava Rico     | 20 | 11 | 9  | 902  | 0  | 6  | 0  |
| Miguel Ángel Brau Puente          | 15 | 9  | 6  | 772  | 0  | 3  | 0  |
| Eloi Fontanella Bonjoch           | 30 | 22 | 8  | 2035 | 6  | 4  | 0  |
| Òscar Serrano Rodríguez           | 26 | 21 | 5  | 1713 | 0  | 7  | 0  |
| Daniel Planagumà Darné            | 29 | 13 | 16 | 1443 | 3  | 3  | 1  |
| Juan José Jito Silvestre Cantó    | 18 | 15 | 3  | 1388 | 5  | 1  | 0  |
| Rubén Blaya Cayuela               | 12 | 6  | 6  | 607  | 2  | 4  | 1  |
| David Costa Estanyol              | 5  | 1  | 4  | 173  | 1  | 1  | 0  |
| Gorka Pintado del Molino          | 3  | 3  | 0  | 200  | 0  | 0  | 0  |